# Daniela Campos
Daniela Campos (Boliqueime, 31 maart 2002) is een Portugees wielrenster die actief is op de baan en de weg en sinds 2024 rijdt bij de Spaanse wielerploeg Eneicat-CMTeam. Ze werd meerdere malen nationaal kampioene op de weg en in het tijdrijden.

## Carrière
Bij de junioren reed Campos nog meerdere wedstrijden in het veldrijden. In 2020 begon ze als stagiair bij het Spaanse Bizkaia-Durango waar ze tot en met 2023 bij zou rijden. In die jaren werd ze tweemaal kampioen van haar land in het tijdrijden bij de elite. Eveneens veroverde ze in 2022 de titel in de wegwedstrijd. In 2024 won ze net als twee jaar eerder de wegwedstrijd en de tijdrit op het nationale kampioenschap. In datzelfde jaar maakte ze de overstap naar Eneicat-CMTeam, namens die ploeg won ze twee etappes; een in de Ronde van Guatemala en een in de Ronde van Colombia. Op de baan behaalde Campos in 2022 en 2023 meerdere zilveren medailles op de nationale kampioenschappen. Ze nam in 2024 ook deel aan de Olympische Spelen in Parijs. In de wegwedstrijd eindigde ze als 41e, ze was de enige deelneemster van haar land op dit onderdeel.

## Palmares

### Baanwielrennen
| Jaar     | PK                                          | EK                                     | WK                             | Overige  |
| Beloften | Beloften                                    | Beloften                               | Beloften                       | Beloften |
| -------- | ------------------------------------------- | -------------------------------------- | ------------------------------ | -------- |
| 2022     |                                             | scratch · 10e koppelkoers · 10e omnium |                                |          |
| 2023     |                                             | 7e omnium 10e scratch                  |                                |          |
| Elite    |                                             |                                        |                                |          |
| 2021     |                                             | 9e puntenkoers 18e scratch             |                                |          |
| 2022     | afvalkoers · omnium · scratch               | 6e puntenkoers 16e afvalkoers          | 19e puntenkoers 22e afvalkoers |          |
| 2023     | afvalkoers · omnium · scratch               |                                        | 8e puntenkoers                 |          |
| 2024     |                                             | 14e puntenkoers                        | 12e puntenkoers                |          |
| 2025     | afvalkoers · omnium · puntenkoers · scratch | 12e omnium                             |                                |          |

### Wegwielrennen
2019
 Portugees kampioene op de weg, junioren
2021
 Portugees kampioene tijdrijden, elite
2022
 Portugees kampioene tijdrijden, elite
 Portugees kampioene op de weg, elite
 Wegwedstrijd op de Middellandse Zeespelen
2024
4e etappe Ronde van Guatemala
 Portugees kampioene tijdrijden, elite
 Portugees kampioene op de weg, elite
6e etappe (ITT) Ronde van Colombia
Jongerenklassement Ronde van Colombia
2025
 Portugees kampioene op de weg, elite

### Resultaten in voornaamste wedstrijden
| Jaar | Ronde van Italië | Ronde van Frankrijk | Ronde van Spanje |
| ---- | ---------------- | ------------------- | ---------------- |
| 2021 |                  |                     |                  |
| 2022 |                  |                     |                  |
| 2023 |                  |                     |                  |
| 2024 |                  |                     | 74e              |

| Jaar | Amstel Gold Race | Brabantse Pijl |  | WK op de weg |
| ---- | ---------------- | -------------- |  | ------------ |
| 2021 |                  |                |  | 103e         |
| 2022 |                  |                |  |              |
| 2023 |                  |                |  | opgave       |
| 2024 |                  |                |  | opgave       |
| 2025 | 71e              | 55e            |  |              |

## Ploegen
- 2020 –  Bizkaia-Durango (vanaf 01/08)
- 2021 –  Bizkaia-Durango
- 2022 –  Bizkaia-Durango
- 2023 –  Bizkaia-Durango
- 2024 –  Eneicat-CMTeam
- 2025 –  Eneicat-CMTeam